# 普里斯特羅米
50°13′31″N 31°25′52″E / 50.22528°N 31.43111°E

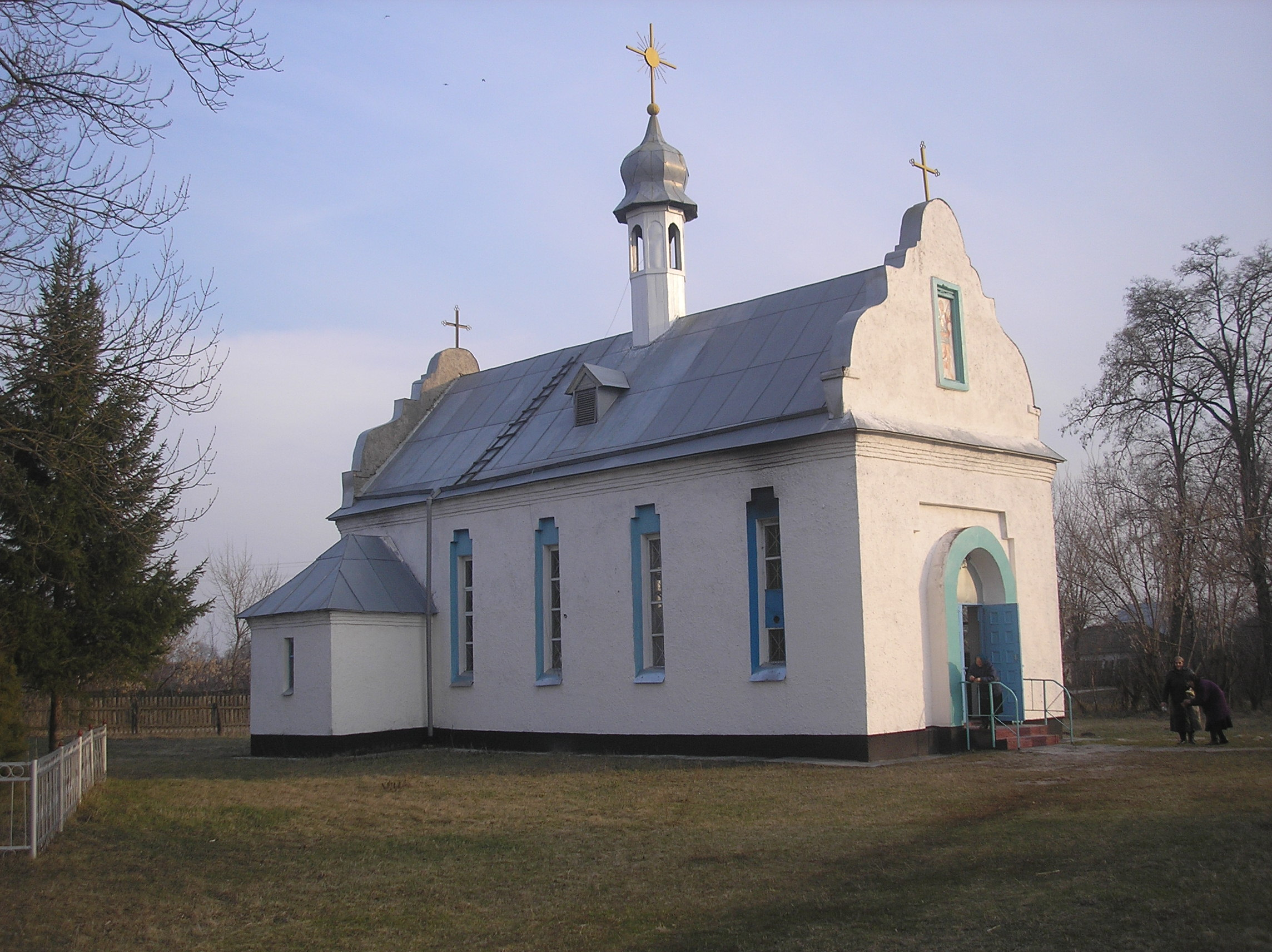

普里斯特羅米（烏克蘭語：Пристроми）是位於烏克蘭北部的村莊，由基辅州鲍里斯皮尔区的斯圖德尼基市鎮負責管轄。該村面積4.16平方公里，海拔高度97米，2001年人口1,689，人口密度每平方公里451.9人。